# Бо Мя
Бо М'я (Бірма, 20 січня 1927 — 24 грудня 2006) — керівник каренського опору на території округу Папун в державі Карен — штаті М'янми. Бо М'я — баптист. Він був тривалий час (1976—2000) головою каренської Національної Спілки (KNU), потім за станом здоров'я подав у відставку.
Під час Другої світової війни Бо М'я воював разом з британськими військами проти японської окупації в 1944—1945 рр. Коли Держава Карен оголосила незалежність від Бірми в 1949 р., Бо М'я швидко піднявся до керівних посад, здобув популярність за рахунок своєї твердості і непримиренності. KNU влаштувалося в місті Манепло («поле перемоги») недалеко від таїландського кордону. Каренська Армія Національного Визволення, створена KNU, була завзятою і найуспішнішою з усіх національних збройних формувань під час Громадянської війни в Бірмі. У 1990 р. намітився розкол в русі за рахунок релігійних непорозумінь між буддистами, християнами і анімістами. У 1994 частина солдатів KNLA відійшли від руху опору, вони створили власну Демократичну каренську буддійську Армію (DKBA) і вступили в союз з урядовими військами Бірми. З грудня 1994 р. Манепло був обложений, а в подальшому зайнятий урядовими військами. Після цього позиції KNU і KNLA значно ослабли. У 2000 р. Бо М'я написав книгу «Bo Mya: In His Own Words». На початку 2004 р. Бо М'я відвідав Рангун для участі в мирних переговорах з прем'єр-міністром Кхін Ньюнтом. 24 грудня 2006 р. Бо М'я помер від захворювання серця в лікарні міста Має Сот в Таїланді.